# Ei des Kolumbus

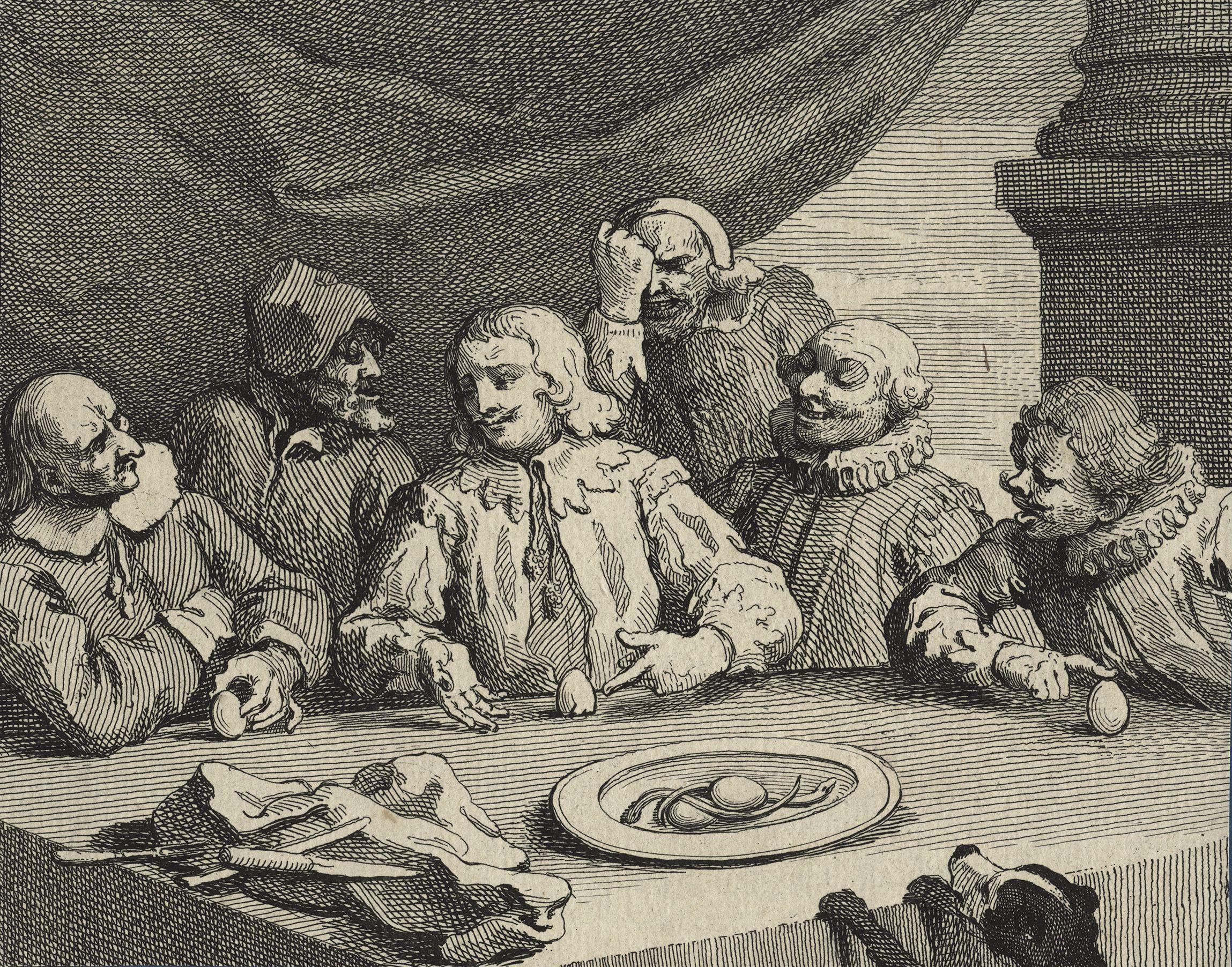
Christoph Kolumbus, das Ei aufstellend (William Hogarth)

Das Ei des Kolumbus ist Gegenstand einer Redensart, die eine verblüffend einfache Lösung für ein unlösbar scheinendes Problem beschreibt, nämlich ein Ei auf seine Spitze zu stellen. 
Obwohl ursprünglich viel gewalttätiger konnotiert, wird die Redewendung vom Zerschlagen des Gordischen Knotens modern ähnlich verwendet.

## Herkunft
Die Herkunft der Redensart soll auf einer Anekdote beruhen, die in etwa so erzählt wird: Christoph Kolumbus wird nach seiner Rückkehr aus Amerika während eines Essens bei Kardinal Mendoza im Jahr 1493 vorgehalten, es sei ein Leichtes gewesen, die Neue Welt zu entdecken, es hätte dies schließlich auch jeder andere vollführen können. Daraufhin verlangt Kolumbus von den anwesenden Personen, ein gekochtes Ei auf der Spitze aufzustellen. Es werden viele Versuche unternommen, aber niemand schafft es, diese Aufgabe zu erfüllen. Man ist schließlich davon überzeugt, dass es eine unlösbare Aufgabe ist, und Kolumbus wird gebeten, es selbst zu versuchen. Daraufhin schlägt er sein Ei mit der Spitze auf den Tisch, so dass sie leicht eingedrückt wird und das Ei stehen bleibt. Als die Anwesenden protestieren, dass sie das auch gekonnt hätten, antwortete Kolumbus: „Der Unterschied ist, meine Herren, dass Sie es hätten tun können, ich hingegen habe es getan!“

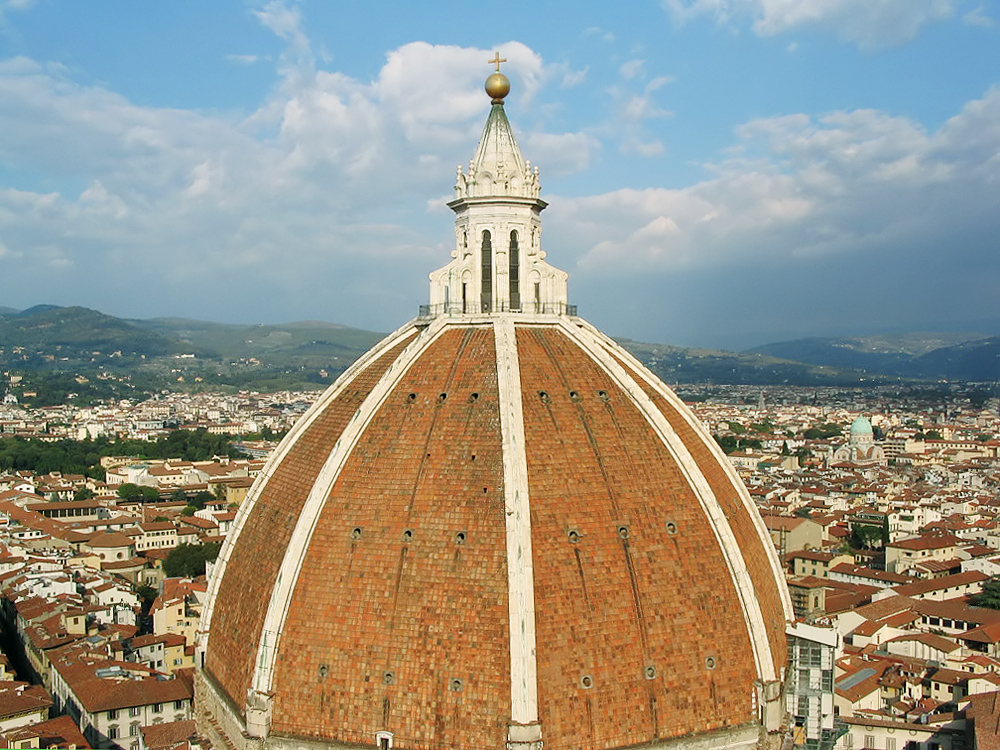
Kuppel der Santa Maria del Fiore

Ursprünglich war die Anekdote vom Ei des Kolumbus von dem italienischen Künstler Giorgio Vasari (1511–1574) auf seinen Landsmann Filippo Brunelleschi (1377–1446) gemünzt worden. Dieser Baumeister soll durch die Lösung des „Ei-Problems“ den Auftrag zum Bau der Kuppel des Doms Santa Maria del Fiore erhalten haben. Das würde die Anekdote jedenfalls passend machen, da die Domkuppel in Florenz augenscheinlich an die Form eines Eies erinnert, das an der Spitze aufgestoßen ist.
Die Verbindung mit Kolumbus geht auf Girolamo Benzoni zurück, der die Anekdote in seiner Schrift über die Geschichte der Neuen Welt (Historia del mondo nuovo, Venedig 1565) in der Kolumbus-Version erzählt, dabei aber einräumt, dass er die Sache nur vom Hörensagen kenne.
In Südamerika ist eine Version verbreitet, nach der Kolumbus das Ei nicht eingedrückt, sondern in aufgehäuftes Salz gestellt habe.

### Literatur

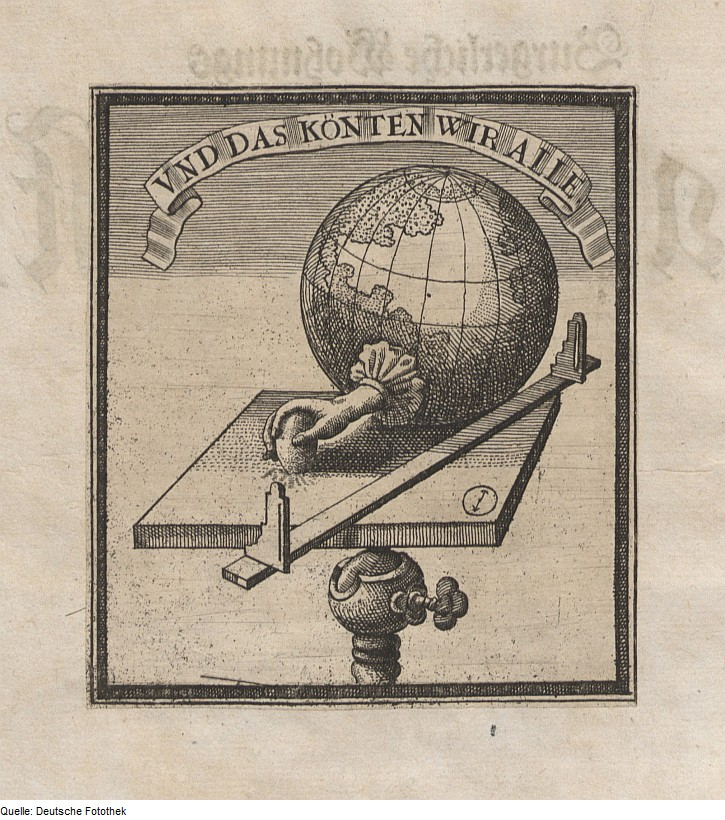
Allegorie „Und das könten wir alle“ (Daniel Hartmann, 1673, 2. Auflage 1688)

## Rezeption

### Kunst

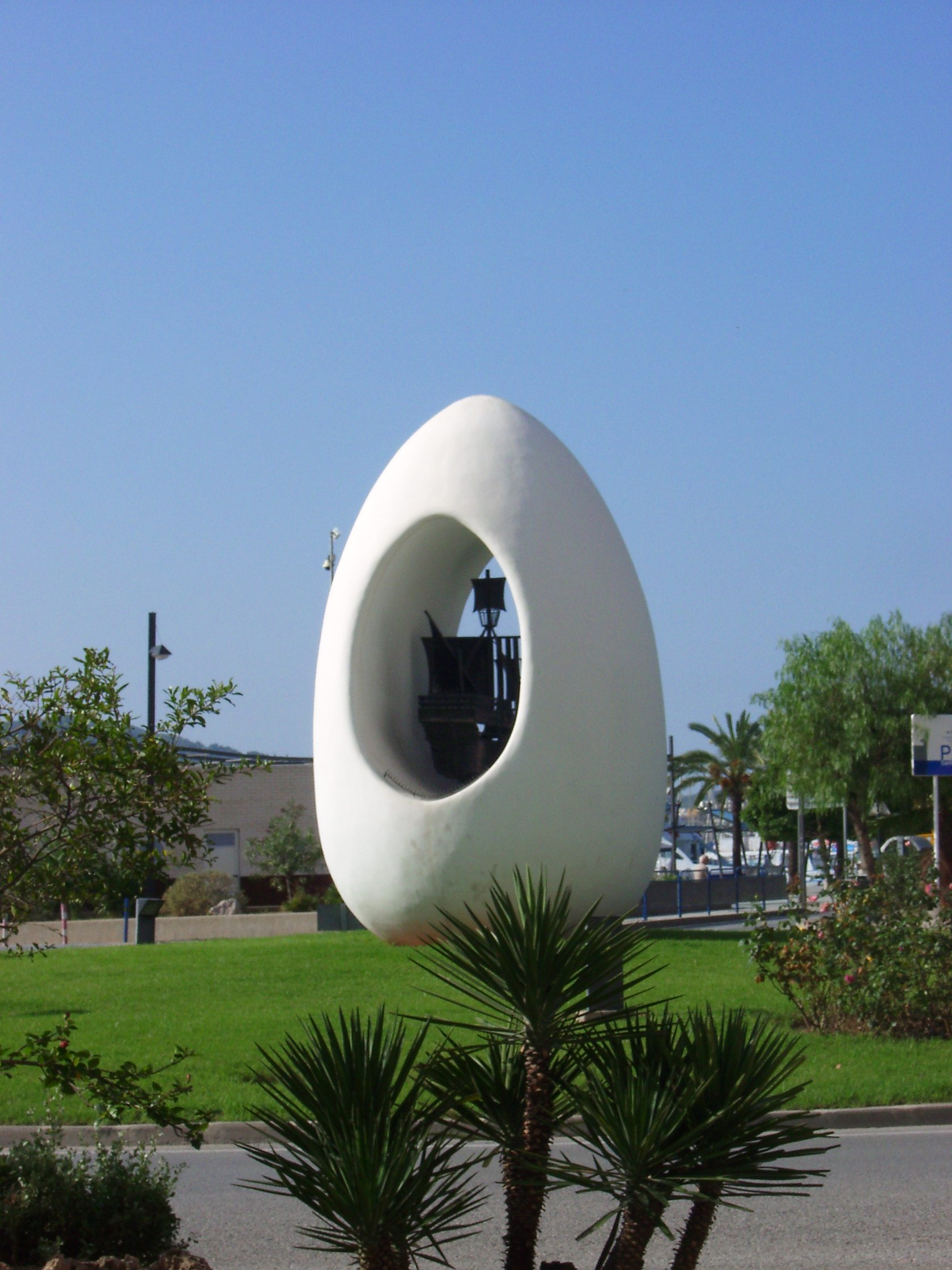
Denkmal in Ei-Form für Columbus’ Amerika-Entdeckung (Sant Antoni de Portmany, Ibiza, Spanien)

Die Anekdote vom Ei des Kolumbus ist seit dem 17. Jahrhundert verschiedentlich in Graphiken und Miniaturen verewigt worden. Unter anderen besonders bekannt geworden ist die Radierung von William Hogarth, die auch mehrfach nachgestochen wurde. Der Schweizer Baumeister und Architekturtheoretiker Daniel Hartmann verarbeitete das Motiv vom Ei des Kolumbus 1673 mit der Redensart „Und das könten wir alle“ zu einer Allegorie auf die Anwendbarkeit seines eigenen Lehrbuchs.

### Denkmäler
In Sevilla heißt das 45 Meter hohe und 1995 eingeweihte Kolumbus-Denkmal Nacimiento de un Hombre Nuevo im Volksmund Huevo de Colón („Ei des Kolumbus“). Ein weiteres Denkmal des Kolumbus-Eis steht in Sant Antoni auf Ibiza.
Im Museum Reichenfels in Hohenleuben wird als Kuriosität ein „Ei des Kolumbus“ gezeigt, das 1893 auf der Weltausstellung in Chicago an den 400. Jahrestag der Entdeckung Amerikas erinnern sollte.

### Motormodell

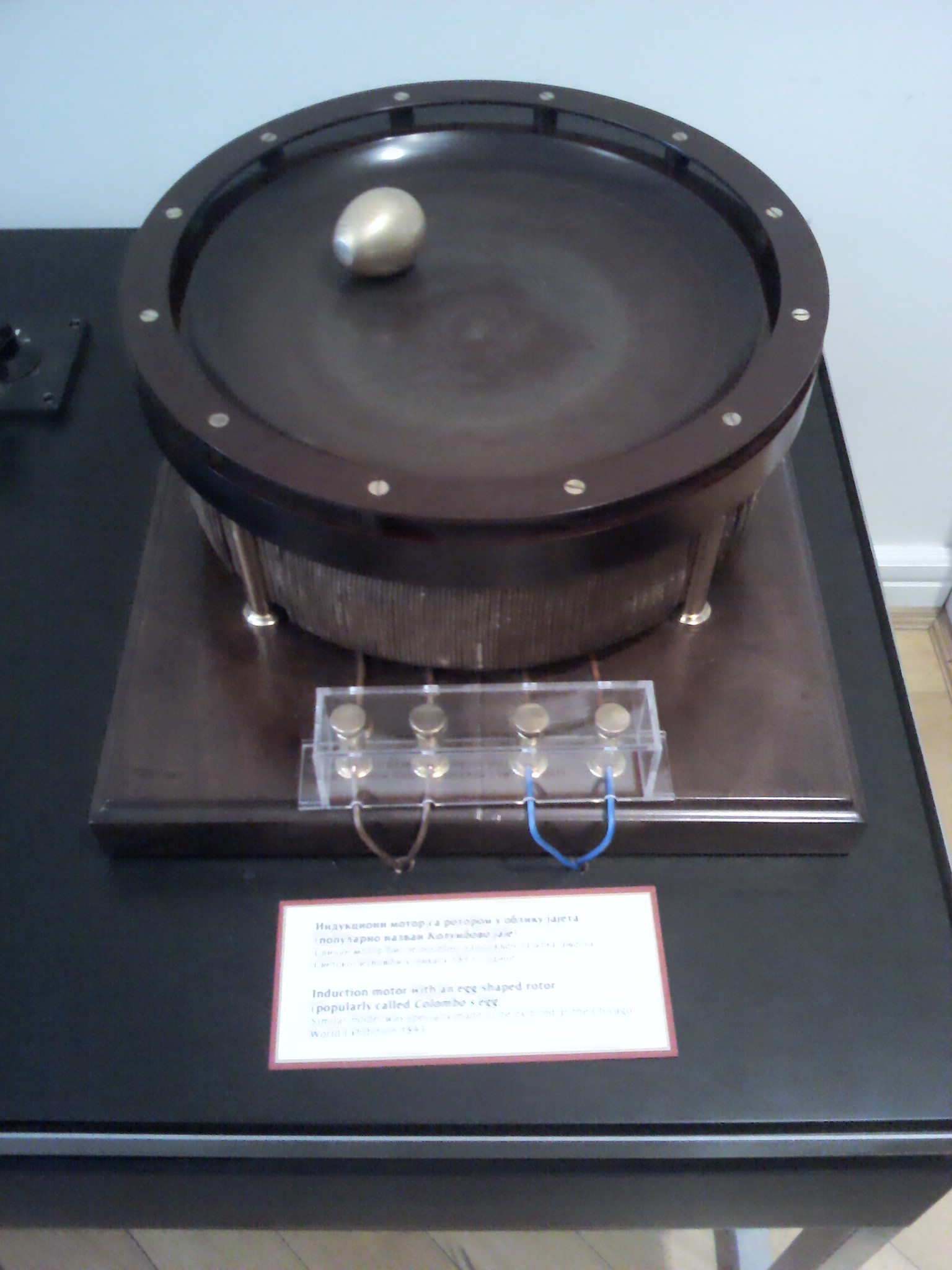
Elektromagnetisches „Ei des Kolumbus“, Nikola-Tesla-Museum, Belgrad

Anlässlich der Columbian World Exhibition zum 400. Jahrestag der Entdeckung Amerikas entwickelte Nikola Tesla für den Stand der Westinghouse Electric einen Induktionsmotor, dessen Rotor aus einem Metallei besteht. Durch die schnelle Rotationsbewegung kann das Ei wie ein Kreisel auch ohne den „Trick des Kolumbus“ auf der Spitze stehen. Das Experiment kann im Belgrader Nikola-Tesla-Museum betrachtet werden.

### Spielzeug
Es gibt Zaubertricks und Spielzeuge (Trickei, mit einer unsymmetrischen Sanduhr im Innern), die ein Ei auf die Spitze stellen. So kann man nach einem Zauberbuch aus dem Jahr 1702 (S. Witgeest, Natürliches Zauberbuch, Nürnberg 1702) ein wirkliches Ei auf die Spitze stellen, ohne es zu zerbrechen, indem man das Innere schüttelt, bis der Dotter sich verteilt und das Ei dann vorsichtig ausrichtet. Nach Christian Ucke funktioniert das auch, wahrscheinlich weil die Eiform nicht perfekt ist und man doch kleine ebene Aufsatzflächen bilden kann, über denen sich der Schwerpunkt anordnen lässt.